# 薛关镇
薛关镇，是中华人民共和国山西省临汾市蒲县下辖的一个乡镇级行政单位。

## 行政区划
薛关镇下辖以下地区：
薛关村、略东村、梁家庄村、布珠村、天泉村、劝学村、古绎村、福联村、常家湾村、井沟村、刘村、刁坪村和乔子滩村。